# Henry Vestine
Henry Charles Vestine (Washington D.C., 25 december 1944 -  20 oktober 1997) was een Amerikaans gitarist. Vestine, ook wel bekend onder de naam 'The Sunflower', is bekend geworden van zijn sologitaarspel in Canned Heat. Hij speelde bij de band van 1966 tot 1969. Daarvoor speelde hij bij The Mothers of Invention. Later speelde hij in diverse lokale bands, zoals The Vipers en slechts bij bepaalde gelegenheden keerde hij weer terug bij Canned Heat voor tours en plaatopnames. 

Zijn favoriete merk van gitaren was Gibson Les Paul. 

## Geschiedenis
Hij was de enige zoon van Harry en Lois Vestine. Zijn hang naar blues werd door zijn vader geïnitieerd. Zijn vader verzamelde veel authentieke bluesopnames en nam hem als kind mee naar bluesconcerten.
Hij leerde gitaar spelen van jeugdvriend John Fahey en richtte zich op countrymuziek o.a. van Hank Williams. Hij trad regelmatig op in diverse bluesclubs en raakte bevriend met Jerry McGhee die hem zijn karakteristieke drievinger-techniek bijbracht. Hij was al vrij vroeg een fan van Roy Buchanan en tot zijn favoriete gitaristen behoorden T-Bone Walker, Freddy King, Johnny Guitar Watson en Albert Collins.

## Jaren '60
Frank Zappa huurde hem regelmatig in om bij de Mothers of Invention te spelen. Alan Wilson introduceerde hem als tweede gitarist in de net opgerichte band Canned Heat. Het eerste grote optreden van hem en de band was op het Monterey Pop Festival. Vestine miste het optreden op het Woodstock Festival, want hij verliet daarvoor net de band wegens onenigheid met Larry Taylor, de bassist van Canned Heat.

## Jaren '70
Toen Taylor de band verliet, speelde Vestine regelmatig met Canned Heat. Onder andere op tournees door Europa en Australië, waar de band een veel grotere populariteit genoot dan in de Verenigde Staten. Toen hij terugkwam in de VS speelt hij een tijdje met de Vipers, een band van bluesveteranen uit Eugene.

## Overlijden
Na een Europese tournee met Canned Heat overleed Vestine aan een hartaanval in een hotel in Parijs op 20 oktober 1997, net voordat de band naar de VS wilde terugkeren. De as van Henry Vestine is geplaatst op de Oak Hill Cemetry net buiten Eugene, Oregon.
Er is een herinneringsfonds opgericht ter ere van zijn naam om zijn laatste rustplaats te onderhouden en om een deel van zijn as in de Vestine Krater op de maan te plaatsen.
- Bibliothèque nationale de France: cb13999599f (data)
- Gemeinsame Normdatei: 135320119
- International Standard Name Identifier: 0000 0000 5516 3764
- Library of Congress Control Number: no94000199
- MusicBrainz: 87f1d57c-6197-4d54-89a8-311122526225
- Système universitaire de documentation: 077720822
- Virtual International Authority File: 19876482
- WorldCat: E39PBJdGMBjkcCPCprTkkJrQbd